# Prelog (gmina Domžale)
Prelog – wieś w Słowenii, w gminie Domžale. W 2018 roku liczyła 699 mieszkańców.